# Werner IV. (Maden)

Replik der Reichssturmfahne: eine Standarte mit langem Wimpel

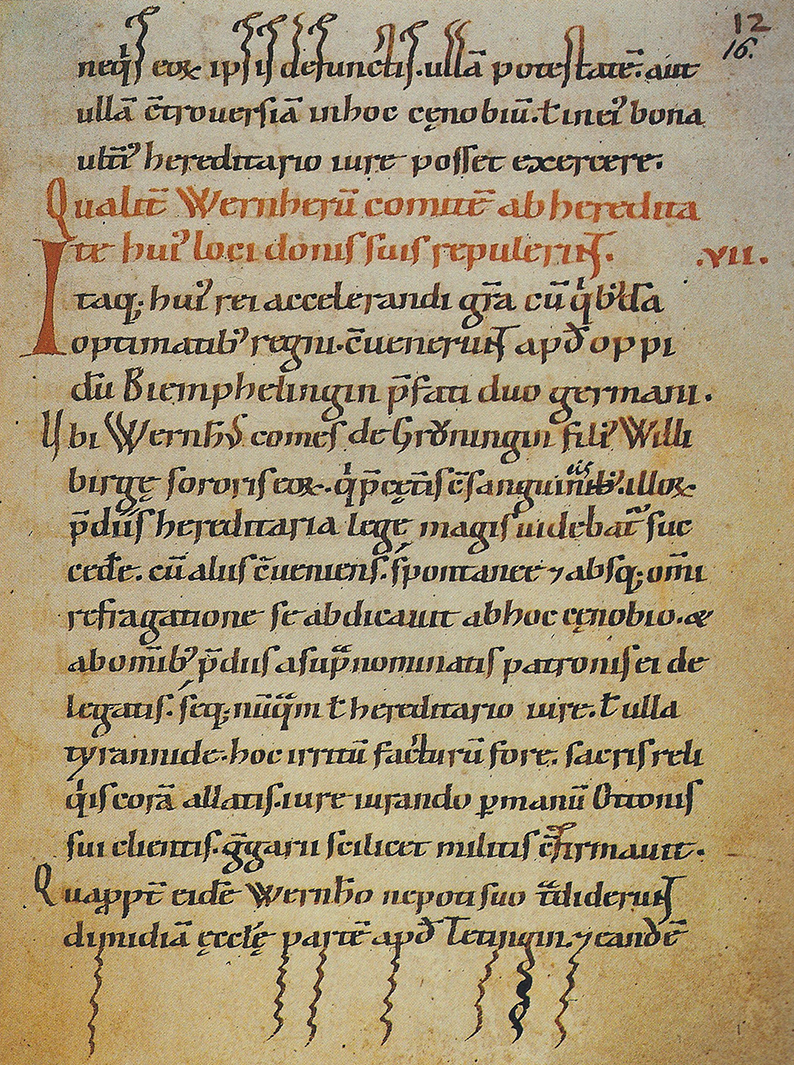
Bempflinger Vertrag in der Chronik Ortliebs

Werner IV. „von Grüningen“ (* um 1060; † 22. Februar 1121) war Graf von Maden bzw. Gudensberg, Burggraf von Worms, Graf im Neckargau und als Reichssturmfähnrich Graf von Grüningen.

## Herkunft und Familie
Werner IV. war der einzige Sohn des am Hofe des jugendlichen Königs Heinrich IV. einflussreichen Grafen Werner III. von Maden und im Neckargau, der 1065 in Ingelheim im Alter von noch nicht einmal 25 Jahren in einem Handgemenge erschlagen wurde. Er war mit dem salischen Königshaus verwandt. Da Werner IV. beim Tode seines Vaters erst etwa fünf Jahre alt war, verwaltete vorerst seine Mutter Willibirg (oder Willebirg) von Achalm aus Schwaben sein Erbe für ihn, während ein Vetter seines Großvaters Werner II., Graf Eberhard der Selige von Nellenburg, wie einst bei seinem Vater die Vormundschaft übernommen haben soll. Kurz vor dem Tode von Werners Vater war dessen minderjähriger Schwager Werner II. von Achalm von Heinrich IV. zum Bischof von Straßburg ernannt worden. Der Papst beschuldigte die Beteiligten deshalb der Simonie. Dass der junge königstreue Bischof zudem dazu aufrief, den Zölibat zu ignorieren, machte ihn zum Exponenten des Investiturstreits, in den auch sein Neffe Werner IV. verwickelt werden sollte.
Werner heiratete eine hessisch-thüringische Grafentochter namens Gisela, deren Herkunft nicht gesichert ist. Die Ehe blieb ohne männlichen Erbfolger. Eine Tochter unbekannten Namens heiratete 1116 Adalbert von Kislau.

## Leben

### Besitz und Vogteien
Werner IV. hatte als Gaugraf und Vogt ausgedehnte Besitz-, Lehens- und Vogteirechte im Hessengau, im Lahngau und zu Worms sowie im Elsaß, im Thurgau und in Niederschwaben, wo er unter anderem Graf des Neckargaus, Lehensträger des Königsguts Grüningen und als Teilerbe der Achalmer Grafen begütert war. Unter seinen Vogteien befanden sich die über die Klöster Zwiefalten, (Ober-)Kaufungen, Breitenau und eventuell Hasungen sowie die Stifte Fritzlar (vom Erzbistum Mainz), Worms und Weilburg (vom Bistum Worms).

### Schwäbische Spuren
Wie sein Vater und seine Vorväter wurde auch Werner IV. in Urkunden meist ohne Cognomen erwähnt – mit Ausnahme des Titels „Graf von Grüningen“, mit dem der erbliche Anspruch seiner Familie auf das mit dem Reichslehen von Burg und Stadt Grüningen (heute Markgröningen) verbundene Reichsamt als „primicerius et signifer regis“ (Vorstreiter und Fähnrich des Königs) unterstrichen wurde. Ob er in dieser Funktion auch am zweiten und dritten Italienzug Heinrichs IV. teilnahm, ist anzunehmen, jedoch nicht gesichert. Jedenfalls hinterließ er um 1090 zwischen den beiden Heerzügen Spuren in Schwaben.

#### Bempflinger Vertrag
Da die Brüder seiner Mutter, die Grafen Kuno von Wülflingen und Liutold von Achalm keine männlichen Erben mehr hatten, war Werner IV. an die erste Stelle der Erbfolge gerückt, als diese 1089 ihren Besitz weitgehend an das von ihnen gegründete Kloster Zwiefalten übertragen wollten. Die beiden Onkel handelten deshalb mit dem etwa 30-jährigen Grafen den sogenannten „Bempflinger Vertrag“ aus, in dem Werners erforderliche Zustimmung zur Stiftung fixiert und sein Erbe geregelt wurde, um das Kloster vor einer späteren Anfechtung durch ihn oder seine Erben zu schützen.

#### Förderer des Klosters Hirsau
Um 1090 trat Werner als prominenter Zeuge einer Stiftung Hartmanns von „Ucklingen“ für Kloster Hirsau auf und stiftete selbst ein Hofgut bei Essingen sowie drei Hufen aus seinem elsässischen Familienbesitz im Weilertal (Val de Villé). Anders als König Heinrich IV., der sich im Zuge des Investiturstreits Reformklöster wie Hirsau zu Feinden gemacht und 1079 Werners Onkel, den Straßburger Bischof Werner II. von Achalm, mit der Zerstörung dieses Klosters beauftragt hatte, war Werner jenem danach eher zugewandt. Vermutlich als Wiedergutmachung unterstützte er wie seine Onkel Kuno von Wülflingen und Liutold von Achalm den um 1082 begonnenen Neubau des Klosters Hirsau durch eigene Stiftungen sowie durch die Erlaubnis von Zuwendungen seiner Ministerialen.

#### Vogt des Klosters Zwiefalten
Als Klostervogt von Zwiefalten zwang Werner 1096 Welf V., den ältesten Sohn des mächtigen Herzogs Welf I. von Bayern, zur Herausgabe eines reichen Gutes in „Dietikoven“, weil er die dem Kloster dafür zustehende Entschädigung nicht entrichtet hatte. Zwei von seinen Onkeln übernommene Ministeriale ließ Werner wegen grober Verfehlungen blenden und nach Zwiefalten verbringen, damit sie dort „in innerem Lichte den Ersatz fürs Augenlicht finden“.

### Rolle im Investiturstreit
Im Konflikt zwischen Kaiser Heinrich IV. und dessen 1099 zum König gewählten Sohn Heinrich V. hielt Werner nach des Sohnes 1104 begonnenem Aufstand zum Thronfolger, der einen Konsens von Reich und Kirche im Investiturstreit in Aussicht stellte und vom Papst sowie von vielen Reichsfürsten unterstützt wurde. Heinrich V. schätzte Werner als „Freund und Vetter“, so betraute er ihn 1106 mit der verantwortungsvollen Aufgabe, die Reichsinsignien von der Burg Hammerstein zu holen.
Kurz vor seiner Kaiserkrönung im Jahr 1111 versuchte Heinrich V. vergeblich, den Bischöfen ihre Regalien zu entziehen. Um wenigstens das bisherige Investiturrecht, also die Amtseinsetzung Geistlicher, zu wahren, nahm er Papst Paschalis II. gefangen und erzwang seine Kaiserkrönung. Nach 1111 wandte sich Heinrich V. von einer gemeinsamen Herrschaft mit den Fürsten ab und wieder früheren autokratischen Herrschaftsformen der Salier zu. Im Sommer 1112 kam es sogar zum Bruch zwischen dem Kaiser und seinem Kanzler Adalbert I. von Saarbrücken, dem Erzbischof von Mainz, der zu Heinrichs erbitterten Gegner wurde.
Auf welche Seite sich Werner in diesem Konflikt stellte, ist nicht belegt, doch als Mäzen des Reformklosters Hirsau und die Art und Weise seiner eigenen Klostergründung lässt vermuten, dass es auch zwischen ihm und Heinrich V. zum Bruch kam.

### Gründung des Klosters Breitenau und Tod

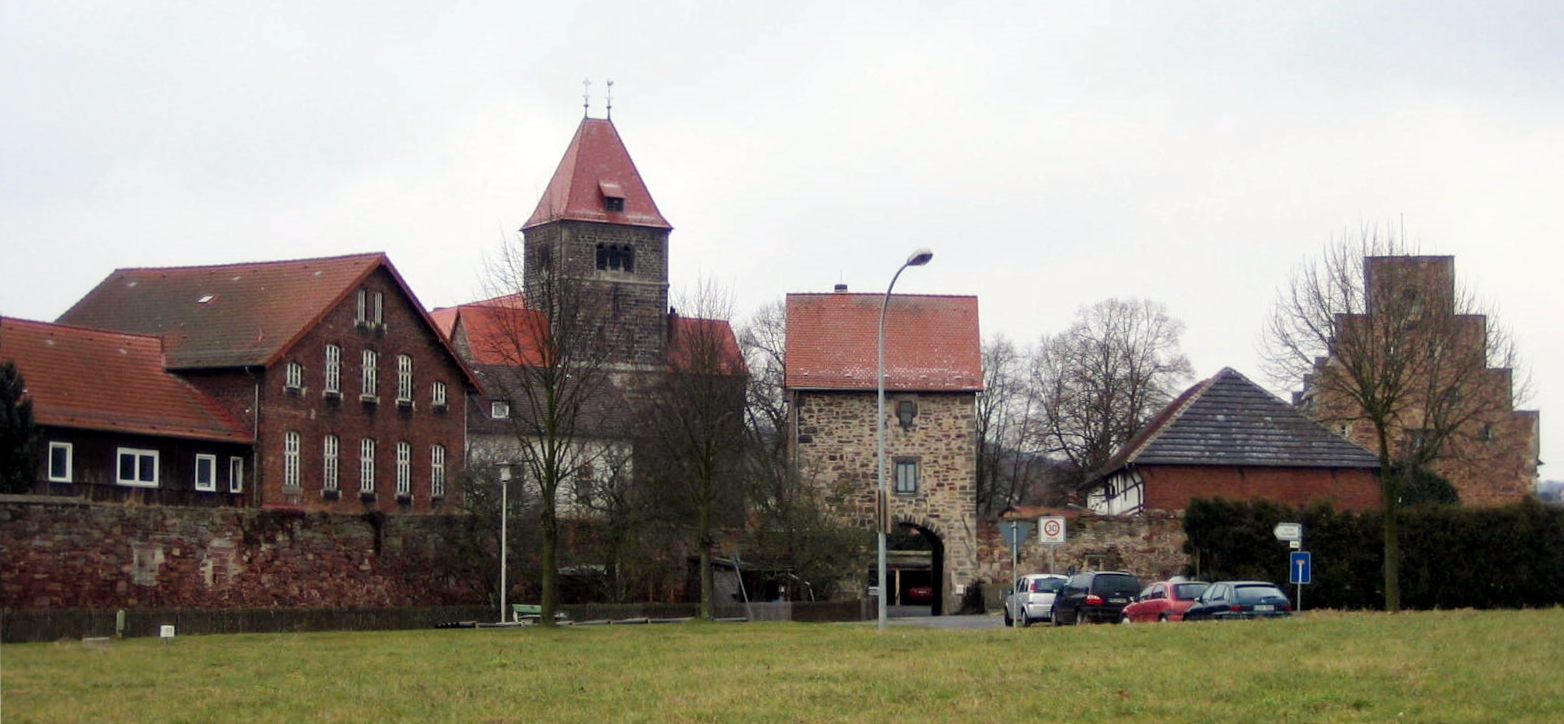
Ehemaliges Kloster Breitenau am Zusammenfluss von Eder und Fulda

Für die Gründung des Klosters Breitenau soll Werner das Klostergelände am Zusammenfluss von Eder und Fulda von Heinrich V. geschenkt worden sein. Beim Aufbau des um 1113 gestifteten Benediktinerklosters unterstützte ihn der Abt von Hirsau, der ebenfalls mit ihm verwandte Bruno von Beutelsbach, der ihm den designierten ersten Abt für Breitenau, Drutwin, und zwölf weitere Hirsauer Mönche sandte.
Werner IV. starb am 22. Februar 1121 und wurde im Chor der damals noch im Bau befindlichen Klosterkirche Breitenau beigesetzt. Am 7. Juli 1123, also nach der Beilegung des Investiturstreits im September 1122, unterstellten seine Witwe Gisela und sein Vasall Engelbold das Kloster allein dem Mainzer Erzbischof Adalbert, der dem Kloster bedeutende Privilegien gewährte und weitere Ländereien den schon reichen Besitzungen des Klosters hinzufügte.

## Nachlass

### Hessisches Erbe
Kurz vor seinem Tode hatte Werner seine Grafschaft Maden, die Keimzelle der Landgrafschaft Hessen, dem Erzbistum Mainz zu Lehen aufgetragen und sie als solches zurückerhalten. Nach seinem Tod fiel sie als mainzisches Lehen zunächst an Giso IV. aus dem hessischen Grafengeschlecht der Gisonen, kam aber nach dem Tod von dessen Sohn Giso V. im Jahre 1137 über die Erbtochter Gisos IV., Hedwig, an den Landgrafen Ludwig I. von Thüringen. Die Übertragung der Lehenshoheit an das Erzstift Mainz sollte in der Folgezeit zu erheblichen Komplikationen in den Beziehungen zwischen den Erzbischöfen und den Landgrafen von Thüringen bzw. später von Hessen führen.
Werners Grafschaft Ruchesloh fiel hingegen teilweise an die Herren von Merenberg auf der Burg Gleiberg und teilweise an die Bilsteiner, die beide mit Werners Gattin Gisela verwandt gewesen sein sollen. Der Anteil der Bilsteiner gelangte durch Erbfall schließlich auch an Ludwig von Thüringen. Die Merenberger verkauften ihre Rechte 1237 weitgehend an den Erzbischof Siegfried III. von Mainz, was im langwierigen Streit zwischen dem Erzstift und der Landgrafschaft Hessen ebenfalls angefochten wurde.
Werners einziges Kind, eine Tochter unbekannten Namens, die 1116 Adalbert von Kislau geheiratet hatte, blieb bei der Nachlassregelung unberücksichtigt. Deshalb nimmt man an, dass sie noch vor ihrem Vater kinderlos gestorben war. Sein Privatvermögen in Hessen vermachte Werner bis auf das Wittum seiner Frau Gisela, die vor 1155 verstarb, an das von ihm 1113 gegründete Kloster Breitenau. 
Nach Werners Tod hatte sein edelfreier Gefolgsmann Engelbold von Grüningen die Klosterstiftung vollendet und übertrug das Kloster „mit allem Besitz dem heiligen Martin“ bzw. dem Erzbistum Mainz. Erzbischof Adalbert I. bewilligte dem Kloster darauf das Recht, zu taufen und zu beerdigen, die freie Abtswahl und die Befreiung von allen Abgaben. In seiner Bestätigung von 1123 unterstellte er das Kloster außerdem der alleinigen bischöflichen Jurisdiktion und sicherte ihm seinen Schutz zu.

### Schwäbisches Erbe
Wer außer Kloster Hirsau und den Grafen von Calw von Werners schwäbisch-elsässischem Erbe profitierte, ist urkundlich nicht überliefert. Man nimmt allerdings an, dass die Herren von Württemberg, die sowohl mit Werners Mutter, als auch mit Werners väterlichen Vorfahren verwandt gewesen sein sollen, gewisse Ansprüche geltend machen konnten. So wurde Konrad II. von Württemberg im Jahr nach Werners Tod erstmals unter Grafen aufgeführt und trat möglicherweise dessen Nachfolge als Graf im Neckargau an. Im Falle des Grüninger Reichslehens kamen sie zwar vorerst nicht zum Zuge, doch setzten die Württemberger Grafen ihren Anspruch auf Werners Rechtsnachfolge als Reichssturmfähnriche im 13. Jahrhundert, als welche sie sich ebenfalls „von Grüningen“ nannten, und endgültig ab 1336 doch noch durch.
Zumindest kurz nach Werners Tod ist für das namensgebende Grüningen noch seine Gattin als Lehensherrin belegt, wo Werners Gefolgsmann Marquard von Grüningen ein Gut im benachbarten Nußdorf mit Genehmigung „seiner Herrin Gisela“ dem Kloster Hirsau vermachte.
Danach wird es unübersichtlich:
- Werners Funktionen als Graf von Grüningen und Vogt von Kloster Zwiefalten gingen an den mit ihm verwandten Pfalzgrafen Gottfried von Calw († 1131), dessen Erbtochter Uta von Schauenburg Grüningen als Heiratsgut in die Ehe mit Herzog Welf VI. einbrachte. Dieser verlor Grüningen, sofern er es je in Besitz nehmen konnte, offenbar im Konflikt mit den Staufern um die salische Erbfolge[19] und Utas Vetter Adalbert V. von Calw um das Calwsche Erbgut. Denn 1129 soll sich Herzog Friedrich II. von Schwaben nach einem missglückten Feldzug zur Entsetzung Speyers hier verschanzt haben.[20]
- Nach 1135 führte der vormalige Gegenkönig Konrad III. von Staufen die mit dem Grüninger Reichslehen verknüpfte Reichssturmfahne auf dem Italienfeldzug König Lothars. 1138 wurde er dann doch noch König im römisch-deutschen Reich und hielt 1139 einen Hoftag in Grüningen ab, bei dem neben einigen Bischöfen und Fürsten auch die Brüder Ludwig und Emicho von Württemberg zugegen waren. Hier wurde Ludwig erstmals Graf genannt und möglicherweise mit einer staufischen Statthalterfunktion bzw. Vogtei betraut.[21]
- 1148 führte der Bischof Günther von Speyer unter den Gründungsstiftern von Kloster Maulbronn eine Domina „Bertha de Gruningen“, Witwe von Werners Gefolgsmann Engelbold von Grüningen, mit ihren Söhnen Walther, Konrad und Ruggero auf.[22]